# PPF
Группа PPF (по-русски произносится ППФ) — международная инвестиционно-финансовая группа. Холдинговая компания группы — PPF Group N. V. зарегистрирована в Амстердаме.
Основана в 1991 году. Название первоначально расшифровывалось как «První privatizační fond» (чеш. Первый приватизационный фонд).
PPF управляет активами на 42,2 млрд евро в 25 странах мира. Собственный капитал составляет 9,13 млрд евро. Количество сотрудников — 70 тысяч человек.

## Собственники и руководство
Основным владельцем группы являлся чешский миллиардер Петр Келлнер, чьё состояние оценивалось журналом Forbes на 2007 год в 6 млрд $ (ему на середину 2012 года принадлежало 99,21 % акций холдинговой компании группы PPF Group N.V.). Небольшие пакеты принадлежат Ладиславу Бартоничеку (0,53 %) и Жан-Паскалю Дювьесару (0,26 %).
В мае 2022 года Иржи Шмейц принял предложение семьи Ренаты Келлнеровой, наследников основателя группы PPF Петера Келлнера, возглавить группу в качестве генерального директора (CEO).

## Деятельность
Компании группы PPF работают в ряде отраслей: банковское дело и страхование, энергетика, сельское хозяйство, добыча полезных ископаемых, ритейл, недвижимость.
Группа ведёт деятельность в странах Центральной и Восточной Европы, России, странах СНГ, а также в Азии.
По информации официального сайта PPF Group N.V. владеет (100 %) Home Credit B.V. (холдинговой компании группы Home Credit — потребительское кредитование в Центральной и Восточной Европе), HC Asia N.V. (потребительское кредитование в Азии), PPF Real Estate Holding B.V (специализированная компания для проектов в области недвижимости). Является мажоритарным акционером банка PPF banka a.s. и консалтинговой компании группы PPF — PPF a.s., PPF Group N.V. владеет (72,5 %) PPF Partners Limited, управляющей компанией private equity фонда, ориентирующегося на прямые инвестиции в странах Центральной и Восточной Европы и СНГ.
Группе PPF принадлежит 49 % в Generali PPF Holding, совместном предприятии с итальянской страховой компанией Assicurazioni Generali который объединил страховые активы PPF и Generali в Центральной и Восточной Европе. В холдинг входят Чешская страховая компания (Česká pojišťovna), её бывшие дочерние компании в Словакии и в странах СНГ, а также филиалы Generali в странах Центральной и Восточной Европы. Холдинг действует в 14 странах (Белоруссия, Болгария, Венгрия, Казахстан, Польша, Румыния, Россия, Сербия, Словакия, Словения, Украина, Хорватия, Черногория и Чешская Республика).
Общая стоимость активов PPF на 31 декабря 2021 года составила 42,2 млрд евро.
Весной 2013 года группа PPF за 1,286 миллиарда евро выкупила у Generali 25 % акций холдинга Generali PPF, оставшиеся 24 % планируется выкупить до конца 2014 года
.
Осенью 2013 года было принято решение о продвижении на страховом рынке России двух брендов и компания «ППФ Общее страхование» была переименована в ООО «Хоум Кредит Страхование».
Чистая прибыль группы в 2016 году составила 1,1 млрд евро. Активы выросли на 25 % до 27 млрд евро на конец 2016 года.

### PPF в России и Казахстане
В России PPF владела банком «Хоум Кредит» (100 %), страховыми компаниями «ППФ Страхование жизни» и «ППФ Общее страхование», агрохолдингом «РАВ Агропро» (100 %) и «Полиметалле» (20,68 %). До августа 2012 владела блокирующим пакетом (26,53 %) в «Номос-банке», который продала ФК «Открытие». В декабре 2016 года группа PPF продала розничную сеть «Эльдорадо», принадлежавшую ей с 2008 года, финансовой группе «Сафмар».
17 мая 2022 года PPF и Home Credit объявили о соглашении по продаже своих российских банковских активов группе российских индивидуальных инвесторов во главе с Иваном Тырышкиным.
25 мая 2022 года казахстанский банк Home Credit сообщил о смене акционеров. 75 % пакета акций банка был выкуплен топ-менеджментом PPF во главе с Иржи Шмейцем, доля российского ООО «Хоум Кредит энд Финанс Банк» снизилась до 25 %. Также банк сообщил о продолжении работ по снижению присутствия российского банка в составе акционеров Home Credit Bank Kazakhstan.
28 декабря 2022 года CEO группы PPF Иржи Шмейц стал крупным акционером Home Credit Bank Kazakhstan. Предприниматель выкупил 25 % пакета акций банка, ранее принадлежавших российскому ООО «Хоум Кредит энд Финанс Банк», консолидировав свою долю до 34,7 %. После совершения сделки российские акционеры окончательно вышли из состава акционеров Home Credit Bank Kazakhstan.

### Благотворительность
Благотворительная деятельность группы PPF сосредоточена на двух направлениях — поддержке культуры и искусства, и поддержке сферы образования. Среди активов группы — компания PPF Art, которая управляет коллекцией чехословацкой и чешской фотографии. Коллекция входит в число крупнейших частных коллекций в Чешской республике. PPF финансирует деятельность трёх пражских галерей — Мастерскую Йозефа Судека (Судек, Йозеф, чеш. Ateliér Josefa Sudka), Галерею имени Вацлава Шпалы (чеш. Galerie Václava Špály) и Галерею Чешской страховой компании(чеш. Galerie České pojišťovny). В Чешской республике она спонсирует также деятельность жижковского театра Яры Циммермана и поддерживает Летний Шекспировский фестиваль (чеш. Letní shakespearovské slavnosti). Отдельные компании, входящие в группу PPF, имеют свои собственные спонсорские проекты в тех странах, где они работают.
Благотворительный фонд The Kellner Family Foundation помогает талантливым ученикам из малообеспеченных семей в созданной им частной восьмилетней гимназии-интернате «Open Gate» в деревне Бабице вблизи Праги, а в рамках проекта «Университеты» (чеш. UNIVERZITY) предоставляет гранты студентам для получения образования в университетах за пределами Чехии. Благотворительный фонд также осуществляет проект «Помогаем школам достичь успеха» (чеш. Pomáháme školám k úspěchu), ориентированный на учителей чешских государственных общеобразовательных школ.
Благотворительные проекты компания реализует не только в Чехии, но и в других странах, включая Россию. Через принадлежащий PPF и работающий на территории РФ Home Credit Bank компанией осуществляется благотворительная программа «Синяя птица». В рамках программы компания оказывает помощь одаренным выпускникам школ, находящимся в сложных финансовых и социальных условиях, поступить в вуз и получить образование. Программа стартовала в 2009 году и на начало 2012 года в ней участвуют студенты из более 10 российских регионов.